# Teatro Principal (Zaragoza)
El Teatro Principal de Zaragoza es el teatro más importante de la ciudad, situado en el número 57 de la céntrica calle del Coso.

## Historia
Construido por el arquitecto zaragozano Agustín Sanz e inaugurado el 25 de agosto de 1799, ha sufrido a lo largo de los siglos XIX y XX diversas reformas, de las cuales destacan:
- 1858 por José de Yarza.
- 1870 por Ricardo Magdalena. Se inspiró en el modelo de planta del teatro de la Scala de Milán. Creó una nueva fachada y se reformó el interior, donde el pintor Marcelino de Unceta creó una nueva decoración en donde destacan las pinturas del escenario y de los laterales en las que se representa a los principales autores teatrales españoles.
- 1940 por Regino Borobio Ojeda. La fachada principal fue remodelada.
- 1986 por José Manuel Pérez Latorre. Configuró un nuevo sistema de distribución interior, además de dotar al teatro de una gran infraestructura técnica.

Los techos tienen obras de los artistas aragoneses Joaquín Pallarés, Dionisio Lasuén, Emilio Fortún, Ángel Gracia y Mariano Oliver. El hall está presidido por el mural de Manuel Broto.
La fachada posterior es ecléctico-neoclasicista.
En la parte superior de la fachada principal están las estatuas de las Musas del teatro: Melpómene, Thalia, Euterpe y Terpsícore. Fueron esculpidas por Francisco Rallo Lahoz entre 1969 y 1970.
El Teatro Principal actual, totalmente remodelado, fue inaugurado el 2 de mayo de 1987.

## Galería
|                   |
| Fachada principal |

|                                                 |
| Estatuas de las musas por Francisco Rallo Lahoz |

|                                                 |
| Estatuas de las musas por Francisco Rallo Lahoz |

|                                                 |
| Estatuas de las musas por Francisco Rallo Lahoz |

|                                                 |
| Estatuas de las musas por Francisco Rallo Lahoz |

|           |
| Escenario |

|                                          |
| Fachada norte desde la plaza José Sinués |

|                        |
| Mascarón en la fachada |

|               |
| Fachada norte |

|          |
| Interior |